# جاده ئی۸۷۱ اروپا
جاده ئی۸۷۱ اروپا (به انگلیسی: European route E871) یکی از جاده‌های درجه ۲ قاره اروپا است.
این جاده از شهر صوفیه (بلغارستان) شروع شده و در شهر کومانوفو (مقدونیه) به پایان می‌رسد.